# Bulgaria Air

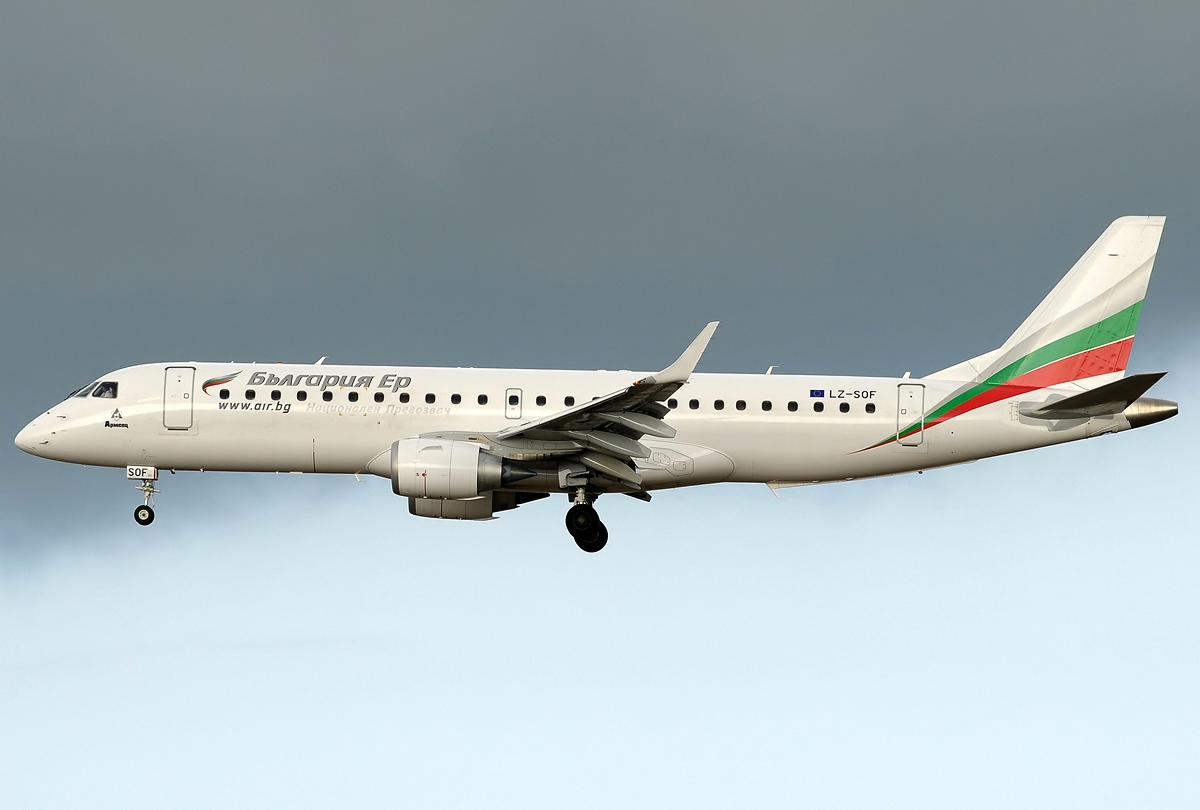
Embraer 190 należący do przewoźnika

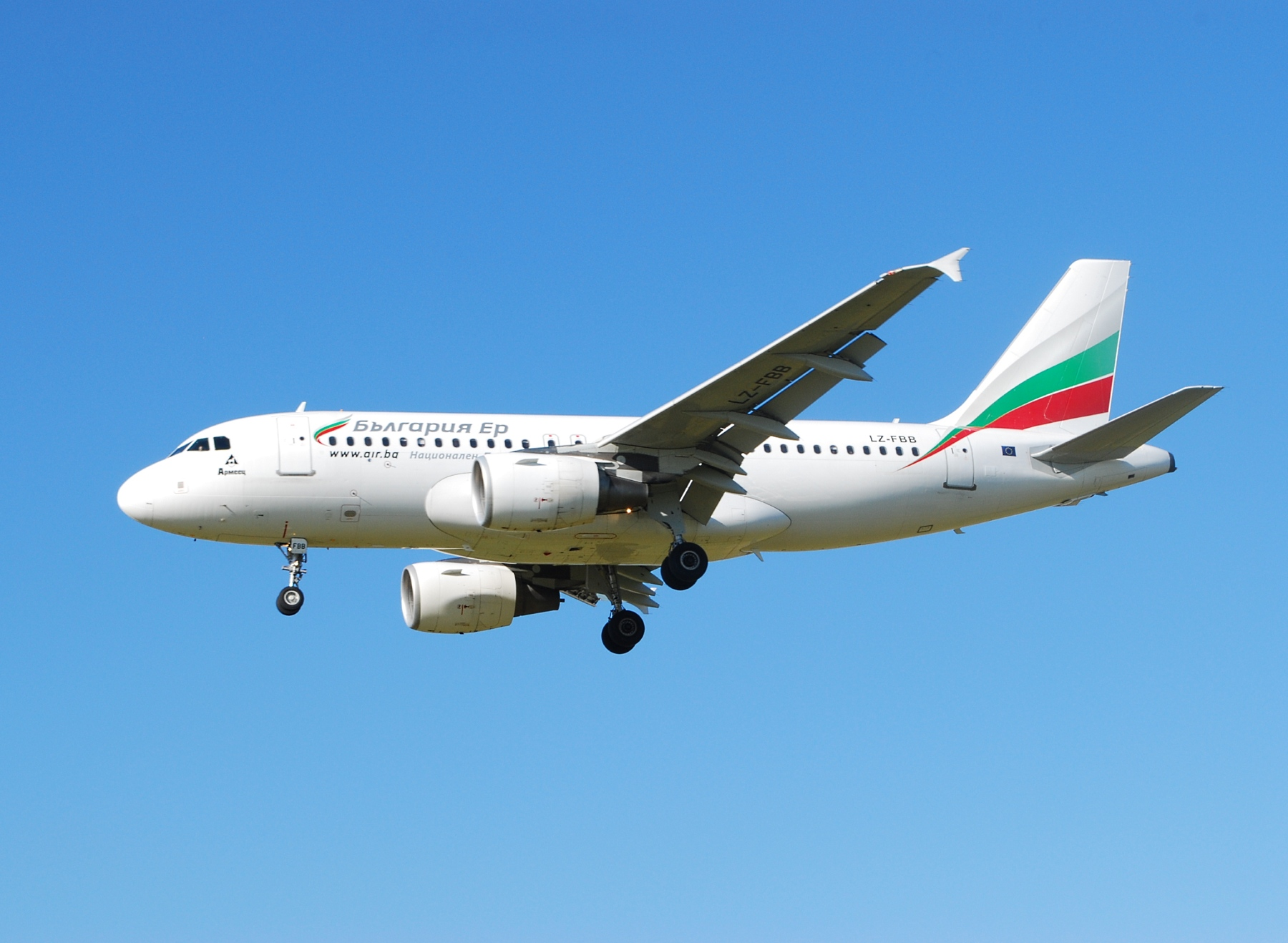
Airbus A319 w barwach Bulgaria Air

Bulgaria Air – bułgarska narodowa linia lotnicza z siedzibą w Sofii. Powstała na majątku państwowych linii lotniczych Balkan Bulgarian Airlines,  działających w latach 1947–2002, po ich bankructwie. Jej głównym hubem jest port lotniczy Sofia.
Agencja ratingowa Skytrax przyznała linii 3 gwiazdki.

## Flota
Według stanu na maj 2025 flota Bulgaria Air składała się z 17 samolotów o średnim wieku 7,9 lat:
| Samolot         | Samolot | Samolot   | Liczba miejsc | Liczba miejsc | Liczba miejsc | Uwagi |
| Model           | Aktywne | Zamówione | B             | E             | Łącznie       | Uwagi |
| --------------- | ------- | --------- | ------------- | ------------- | ------------- | ----- |
| Airbus A220-100 | 2       | -         | 8             | 110           | 118           |       |
| Airbus A220-300 | 5       | -         | 8             | 135           | 143           |       |
| Airbus A319-100 | 1       | -         | 8             | 132           | 140           |       |
| Airbus A320-200 | 5       | -         | -             | 180           | 180           |       |
| Embraer ERJ-190 | 4       | -         | -             | 108           | 108           |       |
| Łącznie         | 17      | 0         |               |               |               |       |

## Połączenia
W 2025 przewoźnik realizował połączenia krajowe i międzynarodowe do 21 portów lotniczych w 13 krajach Europy i Bliskiego Wschodu.